# Heizwiderstand

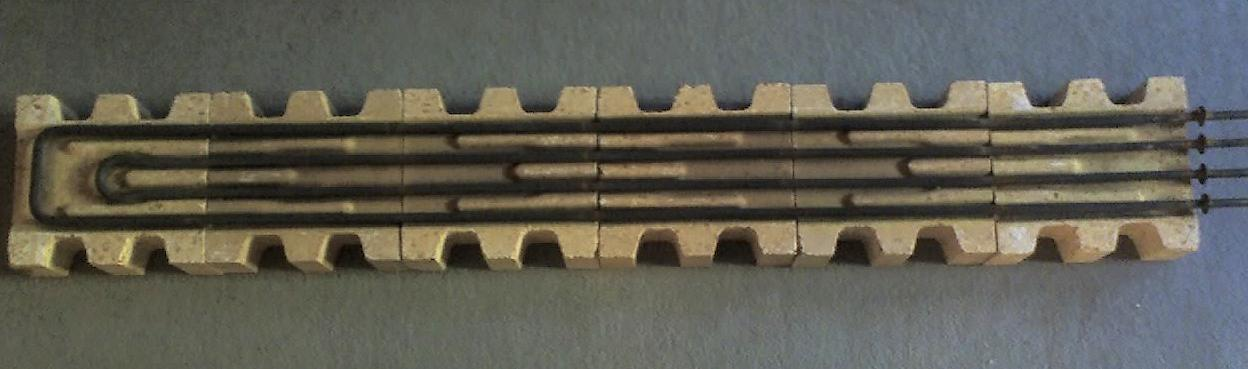
Heizstange einer Elektroheizung mit angepassten Schamott-Steinen

Ein Heizwiderstand ist ein Widerstand, der den Zweck hat, elektrische Energie in thermische Energie (Wärme) umzuwandeln.

## Aufbau
Ein Heizwiderstand als Bauteil einer Widerstandsheizung ist in seiner einfachsten Ausführung ein Metalldraht, auch Heizleiter oder Heizdraht genannt. Zum Heizen mittels Joulescher Wärme siehe auch Elektrowärme.
Selbst schlecht leitende Metalle ergeben meist eine große erforderliche Drahtlänge, um mit gängigen Spannungen (zum Beispiel 230 V Netzspannung) nicht zu überhitzen, daher wendelt man die Drähte oft oder legt sie in Mäanderform.
Werden Halbleiter, wie zum Beispiel Siliziumcarbid oder Graphit, als Heizleiter verwendet, sind die Heizelemente kompakter aufgebaut und haben die Gestalt von Stäben oder Rohren. Siehe auch Globar.
Heizwendeln werden, wenn sie nicht frei liegen können, in isolierende Formteile eingelegt oder z. B. mittels Sand bzw. Zement in Metallrohren oder -platten fixiert. Mit Drähten oder Bändern umwickelte Isolierkörper oder Rohre finden sich z. B. in Lötkolben oder Toastern.
Die Form und Einbettung hängt auch von der Art der Wärmeübertragung (Wärmestrahlung, Wärmeleitung oder Konvektion) ab.
Je nach Anwendung werden Heizpatronen (zylindrische Metallhülse als Gehäuse mit einer Heizwendel innen), Heizbänder, Heizmanschetten, Heizmatten oder Heizregister (Heizdrähte geben die Wärme direkt an die vorbeiströmende Luft ab) gefertigt. Elektrische Heizkörper verteilen die aus einer Widerstandsheizung stammende Wärme mittels Wärmeleitung auf eine große Fläche oder z. B. mittels Konvektion auf ein großes Volumen (Ölradiator).

## Prinzip
Die Wärme wird erzeugt, indem ein leitfähiges Material von Strom durchflossen wird und sich durch die Joulesche Wärme  erhitzt. Prinzipiell lässt sich jeder stromdurchflossene Metalldraht für diesen Zweck verwenden, jedoch wählt man Stoffe und Legierungen, die eine besonders hohe Temperatur erreichen können, ohne zu schmelzen oder zu oxidieren. Der spezifische Widerstand sollte möglichst hoch sein, um kürzere Heizleiter einsetzen zu können. Zweckmäßig ist zudem ein möglichst geringer positiver Temperaturkoeffizient (Metalllegierungen auf Basis Eisen, Nickel, Chrom, Kobalt) oder sogar ein negativer Temperaturkoeffizient des spezifischen elektrischen Widerstandes (Halbleiter wie SiC oder Graphit). Dadurch wird lokale Überhitzung vermieden.
Die Wärmeleistung ist nach dem ohmschen Gesetz abhängig vom Widerstandswert (abhängig vom spezifischen Widerstand des Materials, dessen Querschnitt und Länge) und dem elektrischen Strom und damit von der angelegten Spannung. Der Stromfluss darf dabei nicht so hoch werden, dass die Schmelztemperatur des Leitermaterials oder die Grenztemperatur des Isolierträgers erreicht wird.
Zur Leistungssteuerung können mehrere Widerstände parallel oder in Serie geschaltet werden, siehe z. B. Siebentaktschaltung bei Kochplatten.

## Materialien
Als Material werden meist spezielle Heizleiterlegierungen oder Widerstandslegierungen (DIN 17471) aus austenitischen CrFeNi-Legierungen oder ferritischen CrFeAl-Legierungen verwendet, die einen über weite Temperaturbereiche annähernd konstanten spezifischen elektrischen Widerstand besitzen, einen besonders hohen Schmelzpunkt haben (z. B. Wolfram für Glühwendeln bei Abwesenheit von Sauerstoff) oder resistent gegenüber Oxidation an Luftsauerstoff sind (z. B. Kanthal und Nickel-Eisen-Legierungen). Die hohe Temperaturbeständigkeit dieser Materialien beruht auf der Ausbildung einer schützenden Oxidhaut auf der Oberfläche.
Halbleitende Materialien wie Siliziumkarbid, Molybdändisilicid und Graphit haben einen bei Temperaturerhöhung sinkenden Widerstand und können daher oft nicht ungesteuert betrieben werden.
Heizwendeln werden sowohl freitragend als auch um einen hitzebeständigen Kern gewickelt oder in elektrisch isolierende Materialien gebettet verwendet. Isoliermaterialien sind zum Beispiel Porzellan, Glas, Quarzglas, Glimmer, Schamotte, Steatit (Elektroporzellan) oder Steinwolle.

## Anwendungsbeispiele
- Elektroherde zur Speisenzubereitung
- Elektrische Durchlauferhitzer zur Wassererwärmung
- Elektrische Lötkolben haben eine zylindrische Heizpatrone mit einer gewendelten Heizwicklung im Inneren oder ein selbstregelndes Heizelement (Kaltleiter oder PTC-Widerstand)
- Tauchsieder und Heizelemente in Wasserkochern sowie in Back- und Grillgeräten bestehen aus einem Rohr und einem gewendelten, gegen das Rohr isolierten Heizleiter im Inneren.
- Elektrische Fußbodenheizungen
- Heizelemente von Folienschweißgeräten (siehe dazu Vakuumiergerät) haben ein flaches isoliertes Heizband
- Heizlüfter, Wäschetrockner, Heißluftpistolen und Haartrockner haben im Luftstrom eines Ventilators Heizwendeln oder Heizregister, teils auch frei gespannte Heizdrähte, oft aber auch metallisch gekapselte Heizwiderstände.
- Xerox-Kopierer und Laserdrucker verwenden Heizstäbe ähnlich einer Halogenglühlampe oder auch Dickschicht-Heizwiderstände zum Fixieren
- Thermodrucker in Faxgeräten oder Registrierkassen besitzen eine Zeile aus einzeln steuerbaren kleinen Widerstandselementen.
- Elektrische Öfen für hohe Temperaturen besitzen Heizstäbe aus Siliziumcarbid.
- Mittels Stromdurchfluss beheizte Schiffchen zum Bedampfen bestehen oft aus Wolframblech.

In Schaltschränken, Schaltanlagen und anderen Geräten für Außeneinsatz, aber auch in Elektroboilern werden Heizwiderstände mit einem Thermostat (Temperaturschalter) kombiniert. Zum Frostschutz oder in Schaltschränken werden oft selbstregelnde Heizwiderstände (bestehen aus einem oder enthalten einen Kaltleiter) verwendet.
Ebenfalls auf Widerstandsheizung beruht die Induktive Erwärmung. Hier bildet das zu erwärmende Gut in Form einer Kurzschlussspule (Wirbelstrom) den Heizwiderstand.
Folgende Verfahren nutzen ebenfalls Stromwärme bei Stromfluss im zu erwärmenden Gut:
- Bei der Herstellung von Aluminium durch Schmelzflusselektrolyse im Hall-Héroult-Verfahren wird ein Teil der hohen Stromstärke (bis zu 330.000 Ampere) dazu benötigt, die Schmelztemperatur der Aluminiumoxid-Kryolith-Schmelze durch Widerstandsheizung aufrechtzuerhalten[3][4]
- Schmelz-Reduktionsöfen zur Erschmelzung von Produkten für das Hüttenwesen.

## Wirkungsgrad
Ein Heizwiderstand hat prinzipiell einen Wirkungsgrad von 100 Prozent, jedoch kommt unter Umständen nur ein geringer Teil der erzeugten Wärme am Zielobjekt an. Der Wirkungsgrad hängt daher stark von der verwendeten Bauform und vom Einsatzzweck ab. Ein Tauchsieder oder Wasserkocher erzeugt ungenutzte Wärme lediglich zu seiner eigenen Erwärmung bzw. zur Erwärmung des Topfes, er hat einen Wirkungsgrad von ca. 90 Prozent. Eine Kochplatte im Elektroherd, deren Heizwendel in eine Metall- und Keramikkonstruktion eingebettet ist, hat eine wesentlich größere Wärmekapazität, so dass ein nicht unbeachtlicher Teil der eingesetzten Energie nicht der Erwärmung der Speisen dient. Ein weiterer Teil der Wärmeleistung geht zudem durch Wärmeleitung in die Herdfläche über.
Vor allem aber bleibt bei dieser Betrachtung der Wirkungsgrad bei der Erzeugung der elektrischen Energie aus Primärenergie unberücksichtigt, obwohl er bei Wärmekraftwerken weit unter 50 % liegt. Die Wirkungsgrade von Heizgeräten berücksichtigen jedoch lediglich die Umwandlung von elektrischer Energie in genutzte Wärme. Trotz des hohen Wirkungsgrades einer elektrischen Heizung handelt es sich somit um eine sehr ineffiziente und teure Art der Wärmeerzeugung. Sie wird daher im Allgemeinen auf Fälle beschränkt, bei denen kein anderer Energieträger benutzt werden kann.